# Troy (Tennessee)
Pour les articles homonymes, voir Troy (homonymie).
Troy est une municipalité américaine située dans le comté d'Obion au Tennessee.

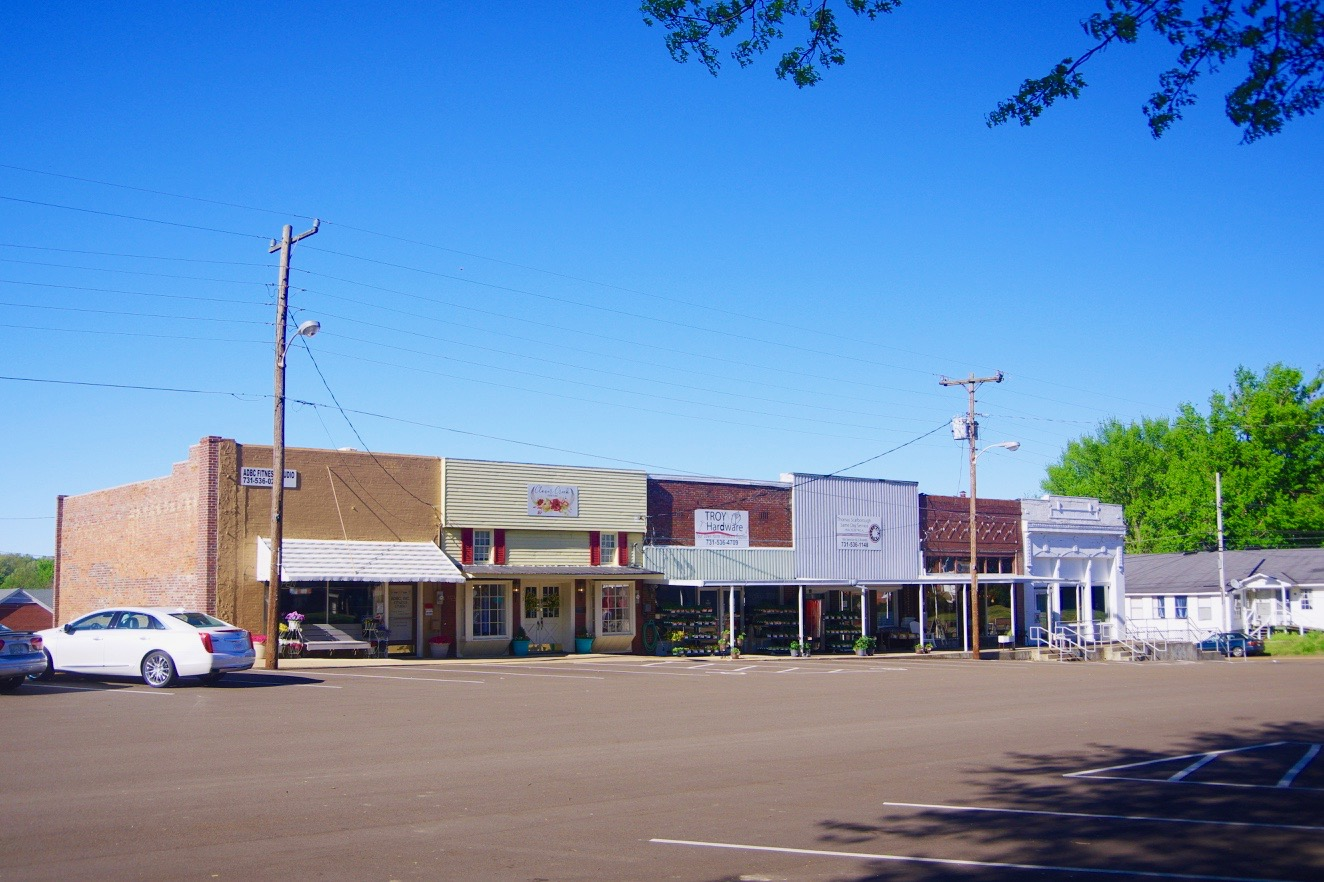
Rue Westbrook

Selon le recensement de 2010, Troy compte 1 371 habitants. La municipalité s'étend sur 1,49 mille carré (3,86 km2).
La localité est fondée par Rice Williams en 1823 ou 1825. Nommée d'après la ville antique de Troie, elle devient une municipalité en 1831. Troy est le siège de son comté jusqu'en 1890, lorsqu'elle cède sa place à Union City.